# ایستگاه متروی وودساید پارک
ایستگاه متروی وودساید پارک (انگلیسی: Woodside Park tube station) یکی از ایستگاه‌های خط شمالی متروی لندن است.
این ایستگاه که در منطقه بارنت لندن قرار دارد در سال ۱۸۷۲ میلادی تاسیس شده است.